# 嵩岳堂

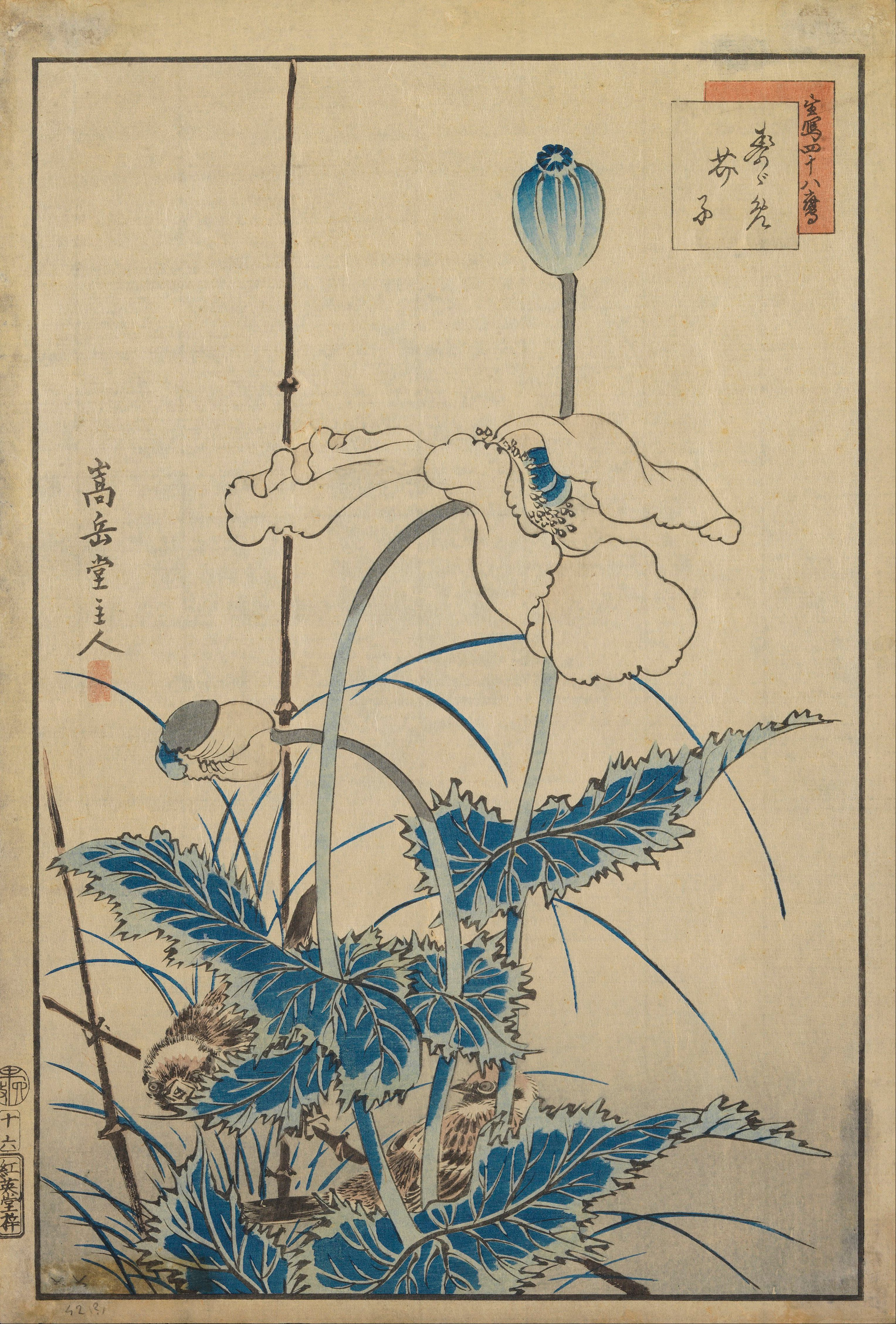
「生写四十八鷹　すずめ 芥子」 崇岳堂画。

嵩岳堂（すうがくどう、生没年不詳）とは、江戸時代の浮世絵師。

## 来歴
田崎草雲の門人。姓は中山、名は明直。俗称浪江。字は忠号。嵩岳、嵩岳堂、三丘堂と号す。浅草広小路火の見下に住む。作画期は安政から文久頃にかけてとされる。作に安政6年（1859年）改印のある揃物の錦絵「生写四十八鷹」があるが、これは実際には田崎草雲の作であるといわれる。